# Stenodynerus haladaorum
Stenodynerus haladaorum är en stekelart som beskrevs av Gusenleitner 1999. Stenodynerus haladaorum ingår i släktet smalgetingar, och familjen Eumenidae. Inga underarter finns listade i Catalogue of Life.